# Deutzia paniculata
Deutzia paniculata là một loài thực vật có hoa trong họ Tú cầu. Loài này được Nakai mô tả khoa học đầu tiên năm 1913.